# Angelo Avarello
Angelo Avarello (Ravanusa, 16 agosto 1957) è un cantautore italiano.

## Biografia

### Carriera musicale
Angelo Avarello nasce artisticamente nel 1969 come fondatore del gruppo I Teppisti. Dopo varie formazioni, nel 1974 con la New Star Records di Milano, registra il suo primo 45giri Piccolo Fiore dove vai, proseguendo con altri tre 45giri fino al 1976  con Salverò il mio amore.
Nel 1977, con il marchio Teppisti dei Sogni di Angelo Avarello e C. snc, registra l'album Tu amore mio, Sei tu L'amore nel 1979, e nel 1980 fu la volta dell'album La mia solitudine che lo portò in Canada, in Germania, e il 10 ottobre 1980, in occasione del Columbus Day anche al Madison Square Garden di New York con un pubblico di 11.000 spettatori e al Caruso di Boston. Nel 1986 tra una tournée e l'altra, Avarello riesce a completare gli studi del quinto anno di pianoforte e armonia complementare, presso il liceo musicale di Caltanissetta, mentre nel 1988 crea e dirige la banda musicale più giovane d'Italia  "Gruppo bandistico città di Ravanusa" composto da 46 elementi in cui il più piccolo aveva sette anni ed il più grande quindici. 1986 - Explosion Durium, 1988 - Di nuovo insieme Seamusica,  1989 - Il Meglio Seamusica, 1990 - I Teppisti dei Sogni Discomagic 1991 - Vedo i Teppisti dei Sogni Discomagic.
Nel 1991 prosegue con il nome d'arte Angelo deiTeppisti dei sogni pubblicando per Discomagic l'album (V'angelo day teppisti dei sogni) raccogliendo 14 tracce che aveva pubblicato con il gruppo dal 1974 al 1991, tra cui Piccolo fiore dove vai, Salverò il mio amore, Suona chitarra, con l'inedito Piccolo Pulcino vendendo oltre 22000 copie.
Nel 1993 lascia la Sicilia per trasferirsi ad Aprilia, nel Lazio, pubblicando l'album dal titolo Maria con 12 brani inediti, approdando al programma televisivo Telethon su Rai 1 con il brano in lingua siciliana Oh Terra mia dedicato ai giudici Giovanni Falcone e Paolo Borsellino. Dal 1993 al 2005 gli vengono prodotti altri album come: La collection per sognare ancora, Eri tutto, I grandi successi, Vita da cane, Le più belle, Pensaci, La storia continua ed il live Concerto d'amore. Nel 1997 con il nome Angelo dei Teppisti dei sogni parte per la dodicesima volta negli Stati Uniti dove tocca New York, Atlantic City, Pittsburgh, Chicago, riscuotendo grande consenso di pubblico.
Nel 2006 con l'album L'amore che provo per te... distribuito dal settimanale Radiocorriere TV, gli viene assegnato anche il Premio alla carriera RadiocorriereTV con il brano La mia amica del cuore, presentato nel programma televisivo, condotto da Max Giusti e Sabrina Nobile, Matinée su Rai 2. Nel 2007 pubblica Gli imperdibili collection con l'etichetta S.M.I. di Milano.
Mentre nel 2008, la Hitland di Milano pubblica l'album dal titolo Siamo andati a Nassiriya (brano dedicato all'esercito Italiano nell'attentato subito a Nassiriya).
Angelo Avarello nel corso della sua carriera artistica ha registrato e pubblicato 22 album tra live, raccolte e inediti da solista ed ha effettuato sedici tour tra Canada e Stati Uniti d'America.
Nel 2009, ha diretto l'orchestra al Festival di Sanremo per Simona Molinari, che ha presentato il brano Egocentrica prodotto da Isola degli artisti/Warner Music Italy e nella serata del 19 febbraio 2009, ha duettato con Ornella Vanoni.
Il 29 gennaio del 2011 gli viene consegnato il Premio Sicilia 2011 XVIII edizione per la sua Carriera artistica. Nel 2013 gli consegnano il Premio Fratellanza Nel Mondo.
Nel 2014 gli viene affidata la direzione artistica della manifestazione che si tiene a Casa Sanremo "Sanremo d.o.c per la compilation degli inediti e nello stesso anno il Premio alla carriera "Quarant'anni di carriera artistica".
Nel 2015 al Festival di Sanremo 2015, dirige l'orchestra per la cantante Amara, in gara con il brano Credo.
2017 Dopo una lunga riflessione esce con il singolo "Credimi"  e "L'amore non ha età" Angelo Avarello feat. MirAngel, mantenendo i primi posti su Amazon nel genere jazz e nelle classifiche radio. Nel 2018 pubblica l'album dal titolo "dal mio piccolo fiore a.. Amo te come Angelo Avarello dei teppisti dei sogni  & MirAngel includendo 10 successi della sua carriera "rivisitati"   e 10 inediti con arrangiamenti freschi e pieni di energia electro swing.
2020 L'album " i colori dell'arcobaleno  contenente 16 Gold Track da non perdere. Prodotto da italdisco produzioni e Vangelo Day Edizioni.
Fine anno del 2020 dopo una lunga riflessione esce con il singolo "UNITI PER LOTTARE CONTRO IL COVID-19" e " GRAZIE A DIO SON TORNATO A VIVERE" 
2022 sotto le feste di natale viene pubblicato il singolo inedito "LA VITA MIA SEI TU".

## Discografia

### Album Con I Teppisti dei Sogni
- 1977 - Tu amore mio (Mia Records, CM 1523)
- 1979 - Sei tu l'amore (Mia Records, CM 1550)
- 1980 - La mia solitudine (Mia Records, CM 1584)
- 1986 - Explosion (Durium, BMK 25016)
- 1988 - Di nuovo insieme (Seamusica, 0206)
- 1989 - Il Meglio (Seamusica)
- 1990 - I Teppisti dei Sogni (Discomagic, 457; nuove versioni)
- 1991 - Vedo i Teppisti dei Sogni (Discomagic, 567; 9 inediti e alcune nuove versioni)

### 45 giri
Pubblicati con I Teppisti
- 1974 - Piccolo fiore dove vai/Io e te (New Star Records)
- 1974 - Incontro/Bimba dagli occhi verdi (New Star Records)
- 1975 - L'emigrante/Salverò il mio amore (New Star Records)
- 1976 - Il canto degli uccelli/Tu amore mio (New Star Records, NSR-1135)

45 Giri Pubblicati con  I Teppisti dei Sogni
- 1977 - Salverò il mio amore/Incontro (Mia Records, M 1516)
- 1977 - Piccolo fiore dove vai/Amore amore (Mia Records, M-1517)
- 1978 - Quando tornerò/Tutto solo (Mia Records, M-1527)
- 1978 - Bimba dagli occhi verdi/Io e te (Mia Records, M-1536)
- 1979 - Sei tu l'amore/Non tornerai (Mia Records, M-1541)
- 1979 - La foglia/Non mi ami più (Mia Records, M-1542)
- 1980 - La mia solitudine/Solo nella notte (Mia Records, M-1547)
- 1980 - La pioggia d'autunno/Sei tu l'amore (Mia Records, M-1551)
- 1980 - Gelsomino/Solo nella notte (Mia Records, M-1548)

### Da Solista

#### Album Inediti di Angelo Avarello
- 1993 - Maria (Italdisco / V'angelo day records)
- 1996 - Oh terra mia (Italdisco / Replay music)
- 1997 - Vita da cane (Italdisco / Dig hit)
- 2000 - Pensaci (Italdisco / GDE edizioni)
- 2002 - La storia continua (Italdisco / Azzurra music)
- 2006 - L'amore che provo per te (Italdisco / Radiocorriere TV)
- 2008 - Siamo andati a Nassiriya (Italdisco / Hitland music)
- 2020 - I colori dell'arcobaleno "16 Gold Track da non Perdere" (Italdisco Produzioni - Vangelo day)

#### Singoli di Angelo Avarello
- 2010 - Il mio cuor non ha catene (Italdisco Produzioni)
- 2011 - C'è cu mangia assà e cu talija (Italdisco Produzioni)
- 2012 - Paura di Perderti (Italdisco Produzioni)
- 2012 - Volo via con te (Italdisco Produzioni)
- 2014 - L'Angelo dei tuoi sogni (Italdisco Produzioni / S.M.I)
- 2015 - Più delle rose  (Italdisco Produzioni)
- 2017 - Credimi  (Italdisco Produzioni)
- 2017 - L'amore non ha età "Angelo Avarello Feat. MirAngel"  (Italdisco Produzioni / Vangelo day edizioni)
- 2018 - Amo te Angelo Avarello feat. MirAngel   (Italdisco Produzioni / Azzurra Music)
- 2019 - Vivimi col cuore "Angelo Avarello feat MirAngel" (Italdisco Produzioni / Azzurra Music
- 2019 - Un grande amore "Angelo Avarello feat MirAngel" (Italdisco Produzioni / Azzurra Music
- 2020 - Siamo Andati a Nassiriya (Italdisco Produzioni / Vangelo day edizioni)
- 2020 - I Colori dell'Arcobaleno (Italdisco Produzioni / Vangelo day edizioni)
- 2020 - Eravamo in 19 (Italdisco Produzioni / Vangelo day edizioni)
- 2020 - La vita è bella senza te "Angelo Avarello feat. MirAngel"(Italdisco Produzioni / Vangelo day edizioni)
- 2020 - Maria (Italdisco Produzioni / Vangelo day edizioni)
- 2020 - La mia amica del cuore versione Extended remix (Vangelo day edizioni/ italdisco)
- 2020 - Padre Nostro (Italdisco Produzioni / Vangelo day edizioni)
- 2020 - Su per giù "Angelo Avarello feat. MirAngel"(Italdisco Produzioni / Vangelo day edizioni)
- 2020 - Core Italiano (Vangelo day edizioni/ italdisco)
- 2020 - Oh terra mia(Italdisco Produzioni / Vangelo day edizioni)
- 2020 - Uniti per lottare contro il covid 19 ( Vangelo day edizioni/ italdisco)
- 2020 - Grazie a Dio son tornato a vivere (Vangelo day edizioni/ italdisco)
- 2021- Portami con te (Italdisco Produzioni / Vangelo day edizioni)
- 2022- Fattii cazzi tuoi (Italdisco Produzioni)
- 2022 - Mi sono incazzato (Italdisco Produzioni)
- 2022 - Piccolo Fiore (Italdisco Produzioni)
- 2022 - Un Cuore Innamorato (Italdisco Produzioni)
- 2022 - Suona Chitarra (Italdisco Produzioni)
- 2022 - Piccolo Fiore Dove Vai (Italdisco Produzioni)
- 2022 - Note D'amore (Italdisco Produzioni)
- 2022 - La vita mia sei tu (Vangelo Day edizioni / Italdisco Produzioni)

#### Raccolte di Angelo Avarello
- 1991 - V'angelo day teppisti dei sogni (Italdisco Discomagic Records)
- 1994 - La collection per sognare ancora (Italdisco / More records)
- 1995 - I grandi successi (Italdisco / Fonotil)
- 1996 - Piccolo fiore (Italdisco / Fonotil)
- 1999 - Piccolo fiore balla e le più belle (Italdisco / Azzurra music)
- 2007 - Gli imperdibili con 23 successi (Italdisco / S.M.I.)
- 2009 - Raccolta di successi (contenenti 3 CD con 40 brani + 12 basi originali) (Italdisco Produzioni)
- 2013 - Raccolta di Successi dal 74 ad oggi (Italdisco / S.M.I.)
- 2013 - Il mio cuor non ha catene, Piccolo fiore e altri successi (Italdisco / S.M.I.)
- 2014 - L'Angelo dei tuoi sogni, Piccolo fiore e tanti altri successi " 40 Anni in musica" (Italdisco / S.M.I.)
- 2018 - Le mie più belle canzoni (Italdisco Produzioni)
- 2018 - Dal mio piccolo fiore a... Amo te (Italdisco / Azzurra Music / Play Audio)
- 2020 - Eri tutto .. Piccolo fiore (Italdisco produzioni)
- 2020- Le mie note d'amore dal 74 ad oggi (Italdisco produzioni / Vangelo day edizioni)
- 2022 - Dal mio piccolo fiore a... Suona chitarra (Italdisco produzioni / Vangelo day edizioni)
- 2023 - Dal mio piccolo fiore a... Maria (Italdisco produzioni / Vangelo day edizioni)
- 2023 - Dal mio piccolo fiore a... Mia Madre (Italdisco produzioni / Vangelo day edizioni)
- 2023 - Dal mio piccolo fiore a... Padre nostro (Italdisco produzioni / Vangelo day edizioni)
- 2023 - Dal mio piccolo fiore a... Vita da cane (Italdisco produzioni / Vangelo day edizioni)
- 2023 - Dal mio piccolo fiore a... Salvami (Italdisco produzioni / Vangelo day edizioni)
- 2023 - Dal mio piccolo fiore a... L'Angelo dei tuoi sogni (Italdisco produzioni / Vangelo day edizioni)
- 2023 - Dal mio piccolo fiore a... Amo te  (Italdisco produzioni / Vangelo day edizioni)
- 2023 - Dal mio piccolo fiore a... I Colori dell'arcobaleno (Italdisco produzioni / Vangelo day edizioni)
- 2023 - Dal mio piccolo fiore a... Piccola foglia Live (Italdisco produzioni / Vangelo day edizioni)
- 2023 - Dal mio piccolo fiore a... Pensaci  (Italdisco produzioni / Vangelo day edizioni)
- 2023 - Dal mio piccolo fiore a... Volare e altre Hits  (Italdisco produzioni / Vangelo day edizioni)
- 2023 - Dal mio piccolo fiore a... La vita mia sei tu   (Italdisco produzioni / Vangelo day edizioni)

#### Album Live di Angelo Avarello
- 2005 - Concerto D'amore Live (Italdisco Produzioni / Self)
- 2023 - Dal mio piccolo fiore a... Piccola foglia Live (Italdisco produzioni / Vangelo day edizioni)